# Heinrich-Heine-Denkmal (Brocken)

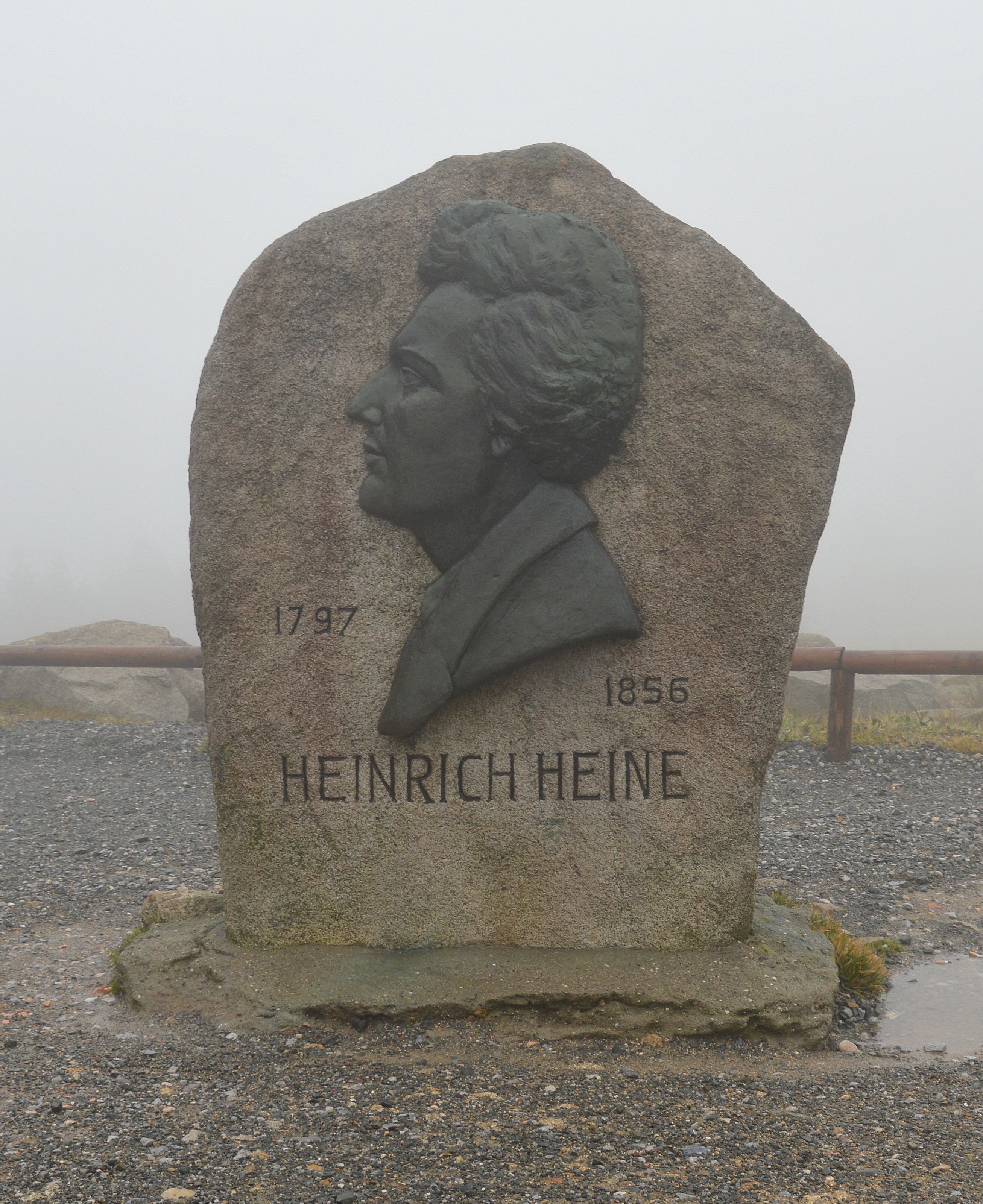
Heinrich-Heine-Denkmal

Das Heinrich-Heine-Denkmal ist ein Denkmal auf dem Gipfel des Brockens im Harz in Sachsen-Anhalt. Es erinnert an den Dichter Heinrich Heine, der in der Nacht vom 19. zum 20. September 1824 im Brockenhaus übernachtet hatte und dieses Erlebnis in seinem Buch Die Harzreise verarbeitete.

## Geschichte und Gestaltung
Am 16. September 1956 wurde anlässlich des 100. Todestages Heines an einer Brockenklippe eine Gedenkplakette enthüllt. Die Plakette wurde während der ab August 1961 bestehenden Sperrung des Brockengipfels in Schierke aufbewahrt. Am 8. November 1996 wurde auf Initiative des Harzklub-Zweigvereins Schierke das heutige Heine-Denkmal eingeweiht. Zwischen Brockenhaus und Wolkenhäuschen wurde ein vier Tonnen schwerer Granitstein aufgestellt, an dem die erhaltene ursprüngliche Heine-Plakette befestigt wurde.
Links und rechts der Plakette sind im unteren Bereich die Jahreszahlen 1797 und 1856, die Lebensdaten Heines, in den Stein eingearbeitet. Darunter befindet sich die Inschrift: HEINRICH HEINE.

## Zitat
Heine schrieb nach der nebeligen Besteigung des Brockens angeblich in das Gipfelbuch:
Viele Steine, müde Beine, Aussicht keine, Heinrich Heine.

Tatsächlich geht dieses Zitat jedoch nicht auf Heine zurück.